# Östhammars Tidning
Östhammars tidning startade i december 1886 med två provnummer 17 och 24 december. Tidningens utgivningsperiod var 17 december 1886 till 16 november 1966 och tidningen uppgick i Upsala Nya Tidning den 17 november 1966. Fullständig titel för tidningen var i starten Östhammars Tidning / Enda tidnings och annonsorgan för städerna Östhammar och Öregrund samt hela nordöstra Uppland. Från 1937 hette tidningen bara Östhammars Tidning.

## Redaktion
Redaktionsort var hela tiden Östhammar. Politiska tendensen för tidningen var i början opolitisk: Vår starkaste sida är dock, att vi aldrig låtit fjättra oss af något parti skrev tidningen. Sedan skiftade sympatierna men 1923 till 1962 var tidningen moderat, men sista året 1966 liberal.
| Period                 | Ansvarig utgivare           | Titel        |
| ---------------------- | --------------------------- | ------------ |
| 1886-12-01--1903-04-26 | Lindberg, Carl Algot Rudolf | bokhandlaren |
| 1903-04-27--1934-11-06 | Andersson, Johan Samuel     | redaktören   |
| 1934-11-07--1960-01-05 | Viving, Daniel Alfred       | redaktören   |
| 1960-01-09--1960-04-30 | Leonardsson, Gunnar         |              |
| 1960-05-03--1962-10-17 | Isaksson, Jerker            |              |
| 1962-10-19--1964-12-30 | Sandberg, Sven              |              |
| 1965-01-04--1966-11-15 | Hirschfeldt, Lennart        |              |

| Period                 | Redaktör                         |
| ---------------------- | -------------------------------- |
| 1900-01-02--1907-07-16 | Andersson, J. Sam.               |
| 1909-06-25--1934-10-12 | Andersson, J. Sam                |
| 1934-03-13--1934-10-12 | Viving, Alfred                   |
| 1934-10-16--1960-01-05 | Viving, Alfred                   |
| 1960-01-09--1960-04-30 | Leonardsson, Gunnar t f huvudred |
| 1960-05-03--1964-12-30 | Isaksson, Jerker huvudred        |
| 1965-01-04--1966-11-15 | Rabenius, Lars E red chef        |

Priset för tidningen var första året 2,40 kronor och steg till 40 kronor sista året, men då kom tidningen ut 4 dagar i veckan mot bara en dag i början. Under åren 1886 till 1908 hade tidningen en annan edition, omärkt, deltitel B enligt Nya Lundstedt. Tidningens utgivningsfrekvens framgår av tabellen nedan.
| Period                 | Utgivningsfrekvens | Dag             | Tid  |
| ---------------------- | ------------------ | --------------- | ---- |
| 1886-12-17--1889-09-26 | 1/v                | fre             |      |
| 1889-10-01--1940-11-29 | 2/v                | ti, fre         | morg |
| 1940-12-03--1950-04-25 | 3/v                | ti, to, lö      | morg |
| 1950-04-27--1955-12-22 | 3/v                | må, on, fre     | e m  |
| 1955-12-24--1961-12-30 | 3/v                | ti, to, lö      | morg |
| 1962-01-03--1964-12-30 | 3/v                | må, on, fre     | e m  |
| 1965-01-04--1966-11-15 | 4/v                | må, ti, to, fre | e m  |

## Tryckning
Tidningen trycktes på Algot Lindbergs boktryckeri de första åren till december 1909. 1909 till 1964 hette tryckeriet Östhammars tidnings Tryckeri-Aktiebolag. 1965 tog Upsala Nya Tidnings nya aktiebolag över tryckningen fram till nedläggningen. Tidningen trycktes i svart till och med 1961 och sedan i svart + 1 färg till 1966. Typsnittet i tidningen var antikva. Tidningens upplaga varierade mellan 4000 och 6000 exemplar och var alltså liten men stabil. Tidningen hade 4 sidor under hela utgivningsperioden. Satsyta var av lite större format hela utgivningsperioden mellan 1913 och 1937 71 x 52 cm och som minst 51 x 38 cm. Periodisk bilaga till tidningen kom ut oregelbundet med varierande allmänt innehåll under utgivningstiden.

## Östhammars Tidning ges ut igen
Från 26 juni 1969 till 21 september 1978 kom Östhammars tidning ut oregelbundet, ofta bara 4 gånger om året (?) med bara 4 sidor utom första numret 26 juni 1969 som var identiskt med Upsala Nya Tidning. Titeln var Östhammars Tidning. Närstående tidning till Upsala Nya Tidning. De hade gemensamt tryckeri och ansvarig utgivare för de båda tidningarna sammanfaller delvis. Förmodligen samma ägare, men antagandet är osäkert. Tidningen trycktes fortsatt bara i svart med antikva. Tidningen var liberal med redaktion i Östhammar. Priset var 25 kr 1970 och sidantalet var 4 sidor, förutom ett 24-sidigt förstanummer av tidningen. Tryckeri från 1970-09-24 till 1978-09-21 var AB Upsala Nya Tidningstryckeri. Tryckeriet var angivet från och med 1970-09-24 i tidningen. Förmodligen anlitades tryckeriet redan från 1969-06-26. Ansvarig utgivare för tidningen 1969 till 1978 var i huvudsak Lennart Hirschfeldt men Sven Sandberg ersatte honom 1969–1970,och Anders Lindgren var ansvarig oktober 1971. Tidningen var inte daglig med den låga utgivningsfrekvensen.

## Digitaliserad tidning
Frösåkers Hembygdsförening i Östhammar digitaliserar sedan några år Östhammars Tidning. 58 årgångar är klara, bland andra årgångarna 1886–1898. Tidningarna kan läsas via länk på föreningen hemsida.